# جان روجيسار
جان روجيسار (بالفرنسية: Jean Rogissart)‏ كاتب فرنسي ولد في بوني-سور-موز في 28 أكتوبر 1894، وتوفى في 11 سبتمبر 1961 بنوزونفيل. حصل على جائزة رينودو الأدبية عام 1937.